# Міс світу 1965

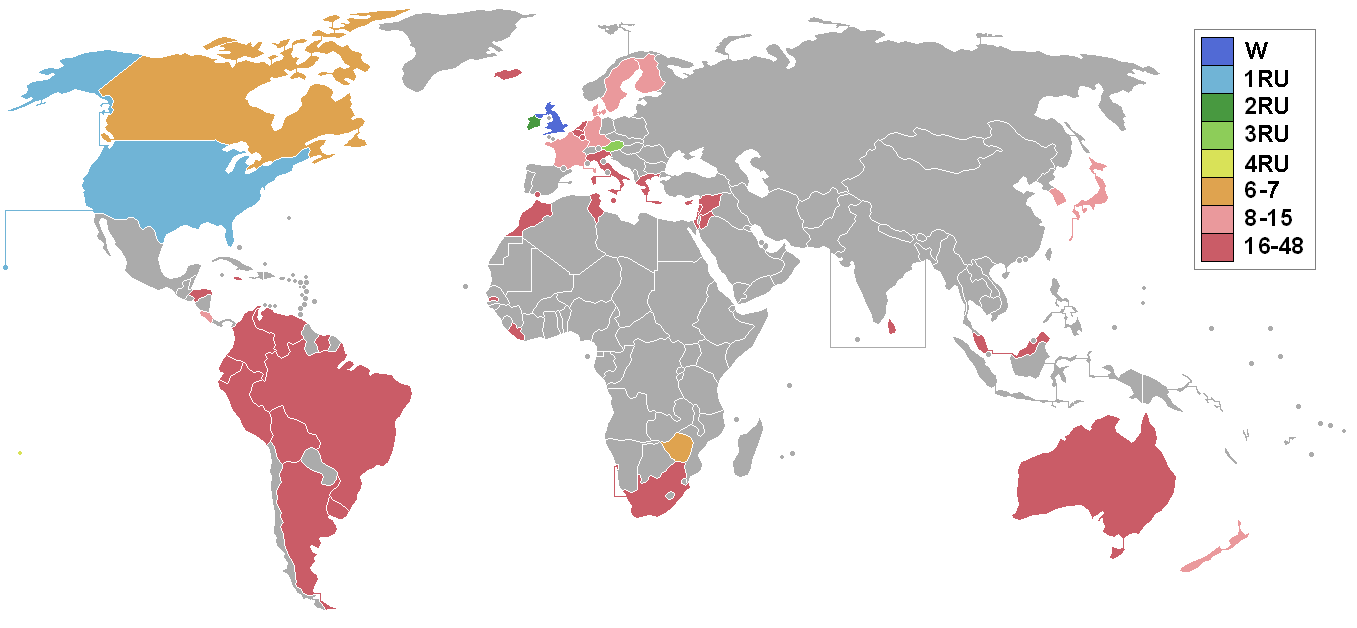
Країни-учасниці конкурсу «Міс світу 1965»

Міс світу 1965 — 15-й щорічний конкурс краси, що відбувся 19 листопада 1965 року в театрі «Ліцеум», Лондон, Велика Британія. 48 учасниць боролися за титул. Перемогла Леслі Ленглі, яка представляє Сполучене Королівство.

## Результати
| Фінальний результат | Учасниця |
| ------------------- | --- |
| Міс світу 1965      | - — Леслі Ленглі |
| 1-а віце-міс        | - США — Даян Паркінсон |
| 2-а віце-міс        | - Ірландія — Гледіс Енн Воллер |
| 3-я віце-міс        | - Австрія — Інгрід Копецкі |
| 4-а віце-міс        | - Таїті — Марі Тапар |
| Топ 7               | - Канада — Керол Енн Тайді - Родезія — Леслі Бантінг |
| Топ 16              | - Коста-Рика — Марта Фернандес - Данія — Івонн Екман - Фінляндія — Райя Салмінен - Франція — Крістіан Сібеллен - ФРН — Карін Шютце - Японія — Юко Оґуті - Південна Корея — Лі Ин-а - Нова Зеландія — Гей Лоррейн Фелпс - Швеція — Брітт Ліндберг |

## Учасниці
| Австралія       | Джен Реннісон (Jan Rennison)                        |
| Австрія         | Інгрід Копетцкі (Ingrid Kopetzky)                   |
| Аргентина       | Лідія Діас (Lidia Alcira Diaz)                      |
| Бельгія         | Люсі Емілі Носсен (Lucy Emilie Nossent)             |
| Болівія         | Габріела Кемпф (Gabriela Cornel Kempff)             |
| Бразилія        | Береніс Лунарді (Berenice Lunardi)                  |
| Венесуела       | Нэнси Асейтуно (Nancy Elizabeth González Aceituno)  |
| Гамбія          | Ндей Джагне (Ndey Jagne)                            |
| Гібралтар       | Розмарі Віналес (Rosemarie Viňales)                 |
| Гондурас        | Едда Мінгула (Edda Ines Mungula)                    |
| Греція          | Марія Гека (Maria Geka)                             |
| Данія           | Івонне Ганне Екман (Yvonne Hanne Ekman)             |
| Ізраїль         | Шломіт Гат (Shlomit Gat)                            |
| Йорданія        | Ніла Хаддад (Nyla Munir Haddad)                     |
| Ірландія        | Гледіс Енн Воллер (Gladys Anne Waller)              |
| Ісландія        | Сігрун Вігнісдоуттір (Sigrun Vignisdóttir)          |
| Італія          | Гуйя Лібраро (Guya Libraro)                         |
| Канада          | Керол Енн Тайді (Carol Ann Tidey)                   |
| Кіпр            | Крісталіа Псара (Krystalia Psara)                   |
| Колумбія        | Нубія Ґалло (Nubia Angelina Bustillo Gallo)         |
| Коста-Рика      | Марта Фернандес (Marta Eugenia Escalante Fernández) |
| Ліберія         | Мелвілла Гарріс (Melvilla Mardea Harris)            |
| Ліван           | Йолла Гарб (Yolla George Harb)                      |
| Люксембург      | Марі-Анн Жесен (Marie-Anne Geisen)                  |
| Малайзія        | Клара де Ран (Clara Eunice de Run)                  |
| Мальта          | Вільгельміна Малліа (Wilhelmina Mallia)             |
| Марокко         | Люсетт Гарсіа (Lucette Garcia)                      |
| Нідерланди      | Янні де Кнегт (Janny de Knegt)                      |
| Нова Зеландія   | Гей Лоррейн Фелпс (Gay Lorraine Phelps)             |
| Перу            | Лурдес Гіларді (Lourdes Cárdenas Gilardi)           |
| Родезія         | Леслі Бантінг (Lesley Bunting)                      |
| Сирія           | Раймонда Дукко (Raymonde Doucco)                    |
| Велика Британія | Леслі Ленглі (Lesley Langley)                       |
| Суринам         | Аніта ван Ейк (Anita van Eyck)                      |
| США             | Дайан Паркінсон (Dian Parkinson)                    |
| Таїті           | Марі Тапар (Marie Tapare)                           |
| Туніс           | Зейнеб Ламін (Zeineb Ben Lamine)                    |
| Уругвай         | Ракель Дельгадо (Raquel Luz Delgado)                |
| Фінляндія       | Райя Салмінен (Raija Marja-Liisa Salminen)          |
| Франція         | Крістіан Сібеллен (Christiane Sibellin)             |
| Німеччина       | Карін Шютце (Karin Schütze)                         |
| Швеція          | Брітт Ліндберг (Britt Marie Lindberg)               |
| Цейлон          | Ширлен Мінерва де Сілва (Shirlene Minerva de Silva) |
| Еквадор         | Корін Коррал (Corine Mirguett Corral)               |
| ПАР             | Керол Девіс (Carrol Adele Davis)                    |
| Південна Корея  | Лі Ин-а (Lee Eun-ah)                                |
| Ямайка          | Керол МакФарлан (Carol Joan McFarlane)              |
| Японія          | Юко Огуті (Yuko Oguchi)                             |

### Повернулися і дебютували країни
- Коста-Рика, Гамбія, Мальта і Сирія брали участь в перший раз.
- Австралія і Таїті останній раз брали участь у 1960 році.
- Родезія останній раз брала участь у 1961 році.
- Болівія, Кіпр, Ізраїль, Йорданія, Малайзія і Перу останній раз брали участь у 1963 році.

### Учасниці, які не приїхали на конкурс
- Іспанія — Алісія Боррас (Alicia Borras)
- Мексика
- Нікарагуа — Флора Аргелло (Flora Sanchez Arguello)
- Парагвай
- Туреччина — Зеррін Арбаш
- Філіппіни
- Чилі

### Участь в інших конкурсах
Міс Всесвіт
- 1965:  Бельгія — Люсі Емілі Носсен
- 1965:  Канада — Керол Енн Тайді (півфіналістка)
- 1965:  Люксембург — Марі-Анн Жесен
- 1965:  Нова Зеландія — Гей Лоррейн Фелпс[1]
- 1965:  Цейлон — Ширлен Мінерва де Сілва
- 1966:  Ірландія — Гледіс Енн Воллер
- 1966:  Ліван — Йолла Гарб

Міс інтернешнл
- 1965:  Таїті — Марі Тапар (3-я віце-міс)[2]
- 1970:  Цейлон — Ширлен Мінерва де Сілва[3]

- 1965:  Бельгія — Люсі Емілі Носсен
- 1965:  Данія — Івонне Ганне Екман (4-я віце-міс)
- 1965:  Ісландія — Сігрун Вігнісдоуттір
- 1965:  Люксембург — Марі-Анн Жесен
- 1965:  Франція — Крістіан Сібеллен
- 1966:  Ірландія — Гледіс Енн Воллер[4]